# 片切昌為
片切 昌為（かたぎり まさため）は、戦国時代の武将。信濃国衆。信濃国伊奈郡片切（舟山）城主で十八代。甲斐武田氏の家臣で信濃先方衆。秋山虎繁の同心。十騎の将。春近五人衆（大嶋・赤須・片切・上穂・飯嶋氏）の一人。通称源七郎。七郎兵衛尉為秀の伯父。兵庫頭為成の養子、源三昌忠の父、赤須二郎三郎頼泰の兄と考えられる。

## 生涯
昌為は元は同族の赤須氏（元の通称孫三郎）の出で、片切氏に養子に入ったと考えられている。『峡中家歴鑑』には、「信濃国伊奈郡片切城主片切源七昌為」と記される。
弘治2年（1556年）、武田信玄の家老で伊奈郡代・秋山伯耆守虎繁の同心となる。永禄10年（1567年）8月、武田氏に対して「下之郷（生島足島神社）起請文」を単独で呈している。天正3年（1575年）5月21日の長篠の戦いで武田勝頼が織田・徳川連合軍に致命的な大敗を喫する。そこで8月10日付の保科正俊に宛てた武田氏軍役覚書には、飯嶋・片切氏ら春近衆は、織田勢が信濃国境を突破してきた場合、高遠城に籠城するよう命じられている。その際、勝頼側近の小山田昌盛と飯田城代・保科正直の下知に従うよう記されている。その年の11月には、虎繁と伊奈衆・東美濃衆が籠城していた岩村霧ヶ城が開城し、虎繁は処刑される。天正10年（1582年）2月の織田信長による甲州征伐の際、昌為は正直に従い飯田城を守備していたと考えられるが城の自落のため北へ逃れ、そして高遠城からも逃亡する。3月2日には仁科信盛を城主とし飯嶋氏らが守る高遠城は織田信忠に攻められ全滅した。同年、意釣斎西鎌（昌為の入道名と考えられる）は帰郷して大草休斎（香坂宗緑）に属し、7月に徳川家康に対して帰属する旨の「天正壬午起請文」（遠江国浜松の秋葉社奉納）に署名している。9月に休斎は信濃まで侵攻してきた北条氏邦に一時的に帰属している。天正13年（1585年）8月に、家康より真田昌幸攻めが発令。大草氏は小笠原信嶺、松岡貞利、下条牛千代（康長）、飯嶋辰千代、大嶋新助らに属して出陣する。その頃、片切氏当主は浪人となり家名を失った。